# U-228
U-228 — средняя немецкая подводная лодка типа VIIC времён Второй мировой войны.

## История
Заказ на постройку субмарины был отдан 7 декабря 1940 года. Лодка была заложена 18 октября 1941 года на верфи «Германиаверфт» в Киле под строительным номером 658, спущена на воду 30 июля 1942 года. Лодка вошла в строй 12 сентября 1942 года под командованием оберлейтенанта Эрвина Кристоферсена.

### Командиры
- 12 сентября 1942 года — август 1944 года капитан-лейтенант Эрвин Кристоферсен
- август 1944 — 5 октября 1944 года капитан-лейтенант Герберт Энгель

### Флотилии
- 12 сентября 1942 года — 28 февраля 1943 года — 5-я флотилия (учебная)
- 1 марта 1943 года — 5 октября 1944 года — 6-я флотилия

### История службы
Лодка совершила 6 боевых походов. Успехов не достигла. Выведена из боевого состава и разоружена в Бергене, Норвегия, 5 октября 1944 года. Разделана на металл в 1944-45 годах. Эта лодка была оснащена шноркелем.

### Волчьи стаи
U-228 входила в состав следующих «волчьих стай»:
- Burggraf 26 февраля — 6 марта 1943
- Westmark 6 — 11 марта 1943
- Trutz 1 — 16 июня 1943
- Trutz I 16 июня — 2 июля 1943
- Geier I 2 июля — 15 июля 1943

### Атаки на лодку
- 7 мая 1943 года в Бискайском заливе выходящую из базы лодку атаковал британский самолёт типа «Галифакс», первый заход был отбит плотным зенитным огнём, затем самолёт зашёл в атаку с носа и сбросил шесть глубинных бомб, которые легли с перелётом и взорвались в 25 метрах за кормой. В результате атаки на лодке были ранены второй помощник и один из матросов. Экипаж лодки наблюдал попадания в самолёт и последовавший дым. Лодка совершила экстренное погружение, самолёт на базу не вернулся, семь членов экипажа погибли.
- Вечером 8 июля 1943 года лодка была атакована британским самолётом типа «Каталина» к западу от Португалии. Самолёт потратил свои глубинные бомбы, атакуя U-641 несколькими часами ранее, но тем не менее, заметив на поверхности лодку атаковал её артиллерийским огнём. Лётчики совершили 240 выстрелов и наблюдали попадания, подводники также наблюдали попадания в самолёт перед тем, как экстренно погрузиться. Немцы рапортовали о предположительно сбитом самолёте, однако Каталина не была даже повреждена.
- 11 июня 1944 года атаковавший лодку самолёт типа «Сандерленд» был сбит зенитным огнём.